# Aglaomorpha coronans
Aglaomorpha coronans là một loài thực vật có mạch trong họ Polypodiaceae. Loài này được (Wall. ex Mett.) Copel. miêu tả khoa học đầu tiên năm 1929.